# Liodrosophila varians
Liodrosophila varians är en tvåvingeart som beskrevs av Oswald Duda 1922. Liodrosophila varians ingår i släktet Liodrosophila och familjen daggflugor. Inga underarter finns listade i Catalogue of Life.